# أوربانو ريفيرا
أوربانو ريفيرا (بالإسبانية: Urbano Rivera)‏ (1926 بالأوروغواي - ) هو لاعب كرة قدم أوروغواني في مركز الوسط، شارك في كأس العالم 1954 وكأس أمريكا الجنوبية 1953. وشارك مع منتخب الأوروغواي لكرة القدم. أما مع النوادي، فقد لعب مع نادي دانوبيو.

## وصلات خارجية
- أوربانو ريفيرا على موقع الاتحاد الدولي (مؤرشف)  (الإنجليزية)
- أوربانو ريفيرا على موقع ناشيونال فوتبول تيمز (الإنجليزية)
- أوربانو ريفيرا على موقع Soccerway.com (الإنجليزية)
- أوربانو ريفيرا على موقع عالم كرة القدم.نت (الإنجليزية)